# Trollfjord
Il Trollfjord è un fiordo della Norvegia. 
È un braccio di mare di due chilometri di lunghezza, derivante da Raftsund, lo stretto che separa le due isole settentrionali della Norvegia, le Lofoten e le Vesterålen.